# Marscheider Wald

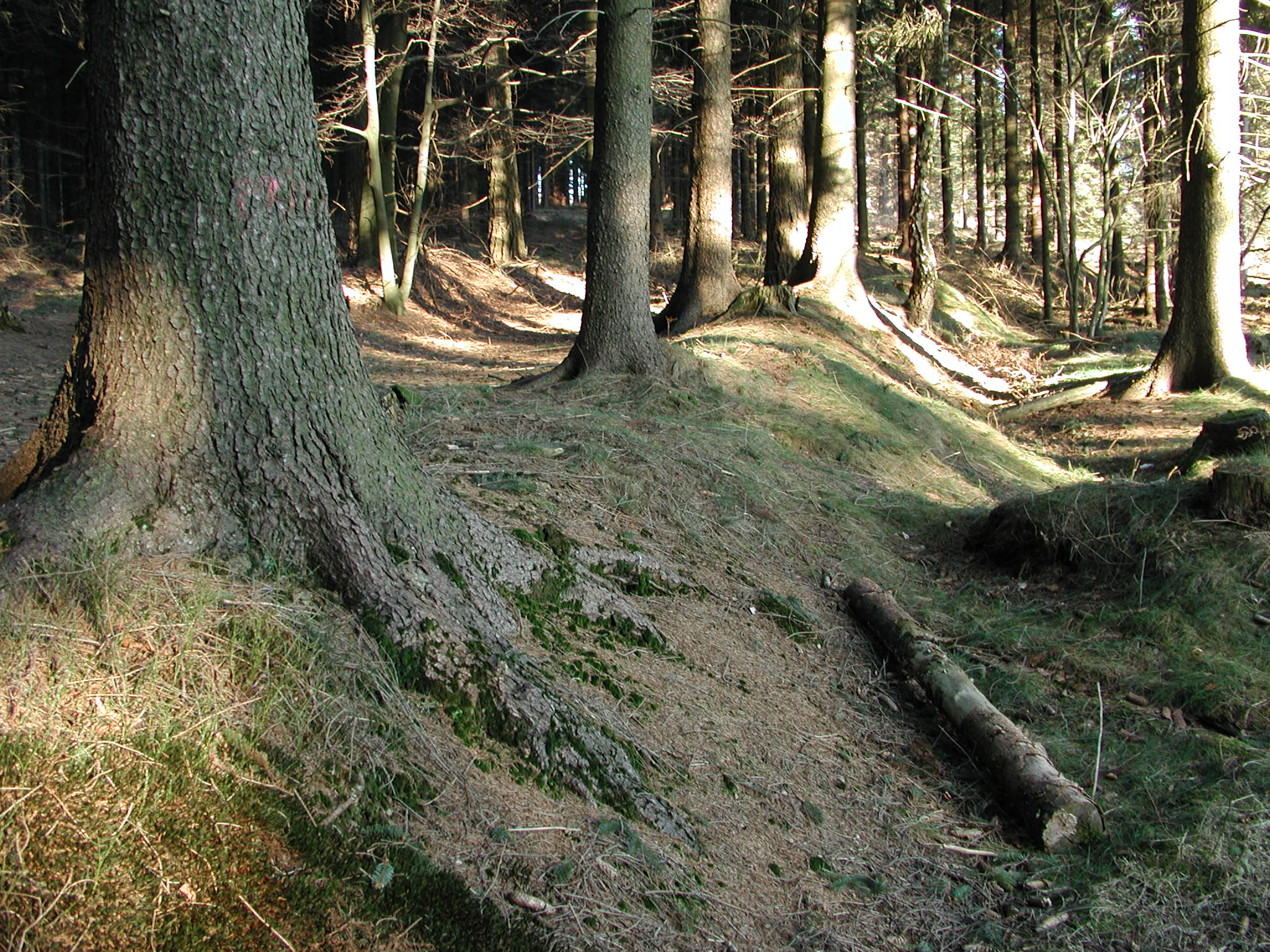
Landwehr-Reste im Marscheider Wald

Der Staatsforst Marscheider Wald ist mit einer Ausdehnung von etwa 4 × 2,5 km eines der größten geschlossenen Waldgebiete im Osten der Stadt Wuppertal nahe dem Ortsteil Ronsdorf-Linde. Es handelt sich um ein beliebtes Naherholungsgebiet mit einem an Pflanzen und Fauna reichen Mischwaldbestand, der bis zu fast 310 Metern aufsteigt und von einigen Bächen durchflossen wird, unter anderem dem Marscheider Bach und dem Herbringhauser Bach.
Durch den Marscheider Wald verliefen zwei Linien der hochmittelalterlichen Bergischen Landwehr, die Elberfelder und die Barmer Linie. Ein noch heute erhaltenes Teilstück auf dem Paulsberg zwischen dem Marscheider Bach und Herbringhausen ist als Bodendenkmal unter Schutz gestellt.
Im Spätmittelalter trug der Wald den Namen Olscheid, der von dem älteren Namen des Herbringhauser Bachs, Olpebach, abgeleitet wurde. Der heutige Name stammt von der im 14. Jahrhundert erstmals erwähnten Hofschaft Marscheid im Süden des Waldgebietes her.
Seit dem Jahre 1500 ist der Marscheider Wald auf sämtlichen historischen Karten als Wald eingetragen, während das Umland jahrhundertelang nahezu waldfrei war. Aus dem Jahre 1624 liegt eine „Markordnung für den Marscheider und Saalscheider Wald“ vor, in der eine über Jahrhunderte mündlich überlieferte Reglementierung der Waldnutzung niedergeschrieben wurde, die eine primitive Form nachhaltiger Nutzung darstellt. Die Umsetzung der Verordnung wurde jedoch im Laufe der Jahrhunderte immer mehr unterlaufen. Das Gebiet war spätestens seit dem 12. Jahrhundert in Besitz der Grafen von Berg, die es als Allmende den ortsansässigen Höfen für bestimmte Nutzungsformen zur Verfügung stellten. Wald- und Holzreichtum bedeutete im Mittelalter Macht, so dass die Herrscher an der Erhaltung der Wälder ein Interesse hatten. Auf dieser Grundlage sind die Markordnungen zu erklären, die im weitesten Sinne als mittelalterliches Umweltrecht betrachtet werden können.